# أبو منصور بن يوسف
أبو منصور بن يوسف، اسمه الكامل أبو منصور عبد الملك بن محمد بن يوسف (1004/5 - أواخر 1067)، هو تاجرًا حنبليًا ثريًا في بغداد في القرن الحادي عشر، وراعيًا وموثوقًا لدى الخليفة العباسي القائم. كان يُعرف أيضًا باللقب التشريفي الشيخ الأجل، ووفقًا لـابن الجوزي، كان الوحيد في عصره الذي حمل هذا اللقب. وكان من أبرز المدافعين عن الإسلام التقليدي/أشعرية في مواجهة المعتزلة والحركات "المبتدعة" الأخرى.
ضم أبو منصور أبو الوفاء بن عقيل كوصي عليه بعد اجتياح السلاجقة لبغداد عام 1055، والذي يُحتمل أن والدي ابن عقيل قد قُتلا فيه ودُمّر منزلهما. وربما جاء هذا القرار بتوصية من قاضي أبو يعلى، زعيم المجتمع الحنبلي في بغداد. وبعد وفاة أبي يعلى في أغسطس 1066، أمّن أبو منصور تعيين ابن عقيل في الكرسي التدريسي بمسجد المنصور. كان هذا الاختيار مثيرًا للجدل بسبب صغر سنه وشبهاته في الميل للعقلانية، وكذلك لأنه تجاوز المرشح المتوقع شريف أبو جعفر.
لعب أبو منصور دورًا في الافتتاح المثير للجدل لـالمدرسة النظامية في سبتمبر 1067. كان نظام الملك قد عيّن في البداية أبو إسحاق الشيرازي لقيادتها، لكن أبا إسحاق لم يحضر الافتتاح احتجاجًا على هدم أجزاء من بغداد (برأيه، ظلمًا) لتوفير مواد بناء للنظامية. وعندما لم يأتِ أبو إسحاق، عيّن أبو منصور ابن الصباغ بدلًا منه، وضَمِن له أنه لن يسمح لأبي إسحاق باستبداله. سبب قيامه بذلك غير معروف. غضب نظام الملك وكتب إلى وكيله في بغداد، وفي النهاية قَبِل أبو إسحاق المنصب وتسلّمه في 13 أكتوبر.
توفي أبو منصور في المحرم (شهر)، بعد أقل من شهر (أي في نوفمبر أو ديسمبر 1067)؛ سبب وفاته غير معروف. ووفقًا لـجورج مقدسي، ربما لم تكن وفاته طبيعية بسبب صراعه مع نظام الملك. وبناءً على ما ورد في يوميات ابن البناء الحنبلي، فقد اعتُبرت وفاته خسارة كبيرة للتيار التقليدي. كما تركت ابن عقيل دون راعٍ نافذ، مما أدى إلى نفيه في فبراير 1069.

## قراءات إضافية
- Makdisi, G. (2004). "Abū Manṣūr b. Yūsuf". In Bearman, P. J.; Bianquis, Th.; Bosworth, C. E.; van Donzel, E.; Heinrichs, W. P. (eds.). The Encyclopaedia of Islam, New Edition, Volume XII: Supplement (بالإنجليزية). Leiden: E. J. Brill. pp. 29–30. ISBN:90-04-13974-5.